# Cardsharing
Beim Cardsharing (deutsch Kartenfreigabe oder gemeinsamer Kartenzugriff, wörtlich Karte teilen) wird beim Pay-TV eine einzige Entschlüsselungskarte in mehreren Empfängern gleichzeitig verwendet. Das ist in der Regel vertragswidrig und möglicherweise auch illegal.

## Funktionsweise
Ein modifizierter Receiver oder andere Hardware („Card-Server“) verteilt dabei kontinuierlich den Decoder-Schlüssel über eine Netzwerkverbindung an einen oder mehrere weitere Receiver, die ebenfalls modifiziert sein müssen. Die Netzwerkverbindung kann über das Internet ablaufen, sodass die Receiver sich nicht am selben Standort befinden müssen. Befinden sich alle Receiver in einem Haushalt, spricht man von Homesharing.
Die erforderlichen Modifikationen sind insbesondere für Receiver mit Linux-Betriebssystem erhältlich, teilweise als Erweiterung oder in Form einer alternativen Firmware. Der verteilende Card-Server muss mit einer gültigen Smartcard versehen sein, die unberechtigten Satelliten-Empfänger empfangen die Decoder-Schlüssel über einen LAN-Port und simulieren die Smartcard per Software. Obwohl die Decoder-Schlüssel in sehr kurzen Zyklen von typischerweise 7 Sekunden getauscht werden, ist es mit einer üblichen Netzwerk-Verbindung und entsprechender Hardware möglich, diese Decoder-Schlüssel laufend weiterzugeben.

Cardsharing kann auch als so genanntes Offline Decoding erfolgen. Dabei nimmt der Nutzer eine verschlüsselte Sendung als Transport Stream auf Festplatte auf. Eine andere Person, die Zugriff auf die Smartcard hat, protokolliert zur selben Zeit die Schlüssel von diesem Sender in einer Datei. Der Nutzer kann mit dieser Datei später die Aufnahme mit passender Software (z. B. TSDEC) entschlüsseln.
Cardsharing wurde 2005 eingesetzt, um die Verschlüsselung des Pay-TV-Unternehmens Premiere auszuhebeln.

## Rechtliche Aspekte in Deutschland
Internetsharing ist in den AGB so gut wie aller Pay-TV-Anbieter ausgeschlossen, wohingegen Homesharing nicht immer explizit ausgeschlossen ist. Bei einem AGB-Verstoß ist Cardsharing in mehrfacher Weise illegal. Neben dem Erschleichen von Leistungen, Computerbetrug kommt noch ein Verstoß gegen das Zugangskontrolldienstegesetz (ZKDSG) in Betracht.